# Дионисий (Ушаков)
Архиепископ Дионисий (в миру Дмитрий Ушаков; ум. 6 (17) сентября 1721, Москва) — епископ Русской православной церкви, архиепископ Вятский и Великопермский.
С 1697 года — игумен Московского Данилова монастыря.
4 августа 1700 года хиротонисан во епископа Вятского с возведением в сан архиепископа. В 1718 году уволен на покой.
По протоиерею Никитникову: «… 1718 г. февраля 8 д. Преосвященный [Дионисий] совсем оставил свою паству и отправился в Москву… Впрочем, и по отбытии своем,… в продолжение целого года, он управлял Вятской епархией… В это время от него получены разрешения… в последний раз, от февраля 1719 г. …».
Характеристику преосвященному Дионисию дал известный писатель Н. С. Лесков. По его мнению, это был архиерей, который «кроме простоты нравов ничего примечания достойного не имел». Он не отличался строгостью и в вопросах нравственности. Преосвященный Дионисий даже «исполнения правил благочиния, воздержания и трезвости требовал нестрого». Будучи сам мало образован, он не придавал никакого значения развитию просвещения в епархии. По его рассуждению, «умеющие как ни есть прочесть псалмы Давидовы к произведению во все степени священства и другие духовные чины были достойны». По заключению Н. С. Лескова, преосвященный Дионисий не оставил никакой памяти, кроме названия «Дионисий препростый».
Скончался в 1721 году в Москве в Даниловом монастыре, где и был погребён.